# Mathematik-Preis der Accademia dei XL
Der Mathematik-Preis der Accademia dei XL (ital. Medaglia dei XL per la Matematica) wird in der Regel jährlich von der Accademia Nazionale delle Scienze in Form einer Medaille verliehen. Es gibt auch eine entsprechende Medaille für Physik und Naturwissenschaften. Sie wird von der Akademie im Auftrag der italienischen Regierung verliehen und beide gehören zu den ersten offiziellen Preisen Italiens nach der Gründung des Königreichs Italien 1866.

## Preisträger in Mathematik
- 1868: Felice Casorati
- 1875: Eugenio Beltrami
- 1876: Emanuele Fergola
- 1878: Ettore Caporali
- 1879: Enrico D’Ovidio
- 1880: Riccardo De Paolis
- 1882: Alfredo Capelli
- 1883: Luigi Bianchi
- 1884: Corrado Segre
- 1887: Ernesto Cesàro
- 1888: Vito Volterra
- 1893: Guido Castelnuovo
- 1894: Carlo Somigliana
- 1895: Federigo Enriques
- 1896: Alfredo Capelli
- 1901: Gregorio Ricci-Curbastro
- 1903: Tullio Levi-Civita
- 1904: Ernesto Pascal
- 1905: Cesare Arzelà
- 1906: Francesco Severi
- 1907: Francesco Lauricella
- 1908: Guido Fubini
- 1909: Giuseppe Picciati
- 1911: Emilio Almansi
- 1912: Eugenio Elia Levi
- 1913: Max Abraham
- 1914: Ernesto Pascal
- 1915: Pasquale Calapso
- 1916: Eugenio Torelli
- 1918: Ugo Amaldi
- 1919: Giuseppe Armellini
- 1920: Antonio Signorini
- 1921: Orazio Tedone
- 1923: Leonida Tonelli
- 1924: Umberto Cisotti
- 1925: Enrico Bompiani
- 1926: Annibale Comessatti
- 1927: Giuseppe Vitali
- 1928: Carlo Rosati
- 1929: Luigi Fantappiè
- 1930: Beniamino Segre
- 1931: Francesco Cantelli
- 1932: Giulio Krall
- 1933: Vladimir Bernstein
- 1942: Giovanni Sansone
- 1956: Francesco Tricomi
- 1975: Edoardo Vesentini
- 1977: Bruno Pini
- 1979: Claudio Procesi
- 1980: Giovanni Prodi
- 1982: Carlo Cercignani
- 1985: Enrico Arbarello
- 1986: Gabriele Darbo
- 1987: Giorgio Talenti
- 1988: Alberto Tognoli
- 1989: Mario Miranda
- 1990: Corrado de Concini
- 1991: Sergio Spagnolo
- 1992: Fabrizio Catanese
- 1993: Giovanni Aquaro
- 1994: Luigi Salvadori
- 1995: Marco Biroli
- 1996: Gianni Dal Maso
- 1997: Tullio Valenti
- 1998: Giuseppe Tomassini
- 1999: Enrico Giusti
- 2000: Carlo Sbordone
- 2001: Umberto Mosco
- 2002: Maurizio Cornalba
- 2003: Stefano Bianchini
- 2004: Kieran O’Grady
- 2005: Umberto Zannier
- 2006: Graziano Gentili
- 2015: Luigi Ambrosio
- 2016: Maria Agostina Vivaldi
- 2017: Riccardo Salvati Manni
- 2018: Fabrizio Andreatta
- 2019: Giovanni Alessandrini
- 2020: Franco Flandoli
- 2021: Roberto Longo
- 2022: Giovanni Forni
- 2023: Emanuele Macrì
- 2024: Michela Procesi
- 2025: Gabriella Tarantello[1]